# Hebius viperinum
Hebius viperinum är en ormart som beskrevs av Schenkel 1901. Hebius viperinum ingår i släktet Hebius och familjen snokar. IUCN kategoriserar arten globalt som otillräckligt studerad. Inga underarter finns listade i Catalogue of Life.
Arten är endast känd från ett exemplar som hittades 1901 på Sumatra. Ormen hittades i en skog nära vatten. Den hade antagligen bra simförmåga.